# René Faye
René Faye (Champagnac-la-Rivière, Alta Viena, 20 de desembre de 1923 - Le Port-Marly, Yvelines, 8 de gener de 1994) va ser un ciclista francès que va córrer durant els anys 40 del segle xx.
El 1948 va prendre part en els Jocs Olímpics de Londres, guanyant una medalla de bronze en la prova de tàndem, fent parella amb Gaston Dron.

## Palmarès
- 1947
  - 1r al Gran Premi de París en velocitat amateur
- 1948
  -  Medalla de bronze als Jocs Olímpics de Londres en tàndem